# Festival Internacional de Cine de Venecia de 1964
La 25ª Mostra de Venecia se celebró del 27 de agosto al 10 de septiembre de 1964.

## Jurado
Internacional
- Mario Soldati (Presidente)[2]
- Rudolf Arnheim
- Ove Brusendorff
- Thorold Dickinson
- Ricardo Muñoz Suay
- Georges Sadoul
- Jerzy Toeplitz

Mostra del Film per Ragazzi
- Giuseppe Flores D'Arcais (Presidente)
- Giovanni Maria Bertin
- Ada Gobetti
- John Hubley
- Branko Majer

Mostra del Film Documentario
- Joris Ivens (Presidente)
- Michele Gandin
- Pavel Hobl
- Ernesto G. Laura
- Folco Quilici

Mostra del Film sull'Arte
- Giulio Carlo Argan (Presidente)
- James Fitzsimmons
- Paul Haesaerts
- Giorgio Ponti
- Paolo Rizzi

## Películas

### Sección oficial
Las películas siguientes se presentaron en la sección oficial:
| Título en español            | Título original           | Director(es)           | País        |
| ---------------------------- | ------------------------- | ---------------------- | ----------- |
| Amar                         | Att Älska                 | Jörn Donner            | Suecia      |
| Hamlet                       | 'Гамлет (Gamlet)          | Grigori Kozintsev      | URSS        |
| La chica de los ojos verdes  | Girl with Green Eyes      | Desmond Davis          | Reino Unido |
| Rey y Patria                 | King & Country            | Joseph Losey           | Reino Unido |
| Tonio Kröger                 | Tonio Kröger              | Rolf Thiele            | RFA         |
| Una mujer casada             | Une femme mariée          | Jean-Luc Godard        | Francia     |
| La vie à l'envers            | La vie à l'envers         | Alain Jessua           | Francia     |
| El desierto rojo             | Il deserto rosso          | Michelangelo Antonioni | Italia      |
| El ladrón de melocotones     | Kradetzat na praskovi     | Vulo Radev             | Bulgaria    |
| El Evangelio según San Mateo | Il Vangelo secondo Matteo | Pier Paolo Pasolini    | Italia      |
| Nothing But a Man            | Nothing But a Man         | Michael Roemer         | EE. UU.     |
| Les amitiés particulières    | Les amitiés particulières | Jean Delannoy          | Francia     |

Fuera de concurso
| Título en español                | Título original                         | Director(es)                                 | País   |
| -------------------------------- | --------------------------------------- | -------------------------------------------- | ------ |
| Esas mujeres                     | För att inte tala om alla dessa kvinnor | Ingmar Bergman                               | Suecia |
| La donna è una cosa meravigliosa | La donna è una cosa meravigliosa        | Mauro Bolognini, Shuntaro Tanikawa, Pino Zac | Italia |

### 15. Mostra Internazionale del Film Documentario[5]
Gográficos, etnográficos y folklore
| Título original         | Director(es)     | País      |
| ----------------------- | ---------------- | --------- |
| B'Yerushalaim           | David Perlov     | Israel    |
| Eskimo Artist: Kenojuak | John Feeney      | Canadá    |
| Los guachos             | Julio A. Rosso   | Argentina |
| Tappe-haye Marlik       | Ebrahim Golestan | Irán      |

Deportivos y turísticos
| Título original    | Director(es)   | País    |
| ------------------ | -------------- | ------- |
| Salut les Cubains  | Agnès Varda    | Francia |
| Stanley Cup Finals | Ross McConnell | Canadá  |

Cultural y educativa
| Título original                         | Director(es)        | País      |
| --------------------------------------- | ------------------- | --------- |
| Antonio Berni: Grabados - Collage       | Alberto Barbera     | Argentina |
| Eugène Isaye                            | Patrick Ledoux      | Francia   |
| Il putto                                | Gianfranco Mingozzi | Italia    |
| La cinémathèque française               | Jean Herman         | Francia   |
| La porta di San Pietro di Giacomo Manzù | Glauco Pellegrini   | Italia    |
| Pattern of Life                         | Dahl Collings       | Australia |

Contemporánea y documentación social
| Título original     | Director(es)                                   | País       |
| ------------------- | ---------------------------------------------- | ---------- |
| Amore               | Raffaele Andreassi                             | Italia     |
| Notte d'invierno    | William Azzella, Diego Fiumani, Isco Lupatelli | Italia     |
| Rozwodów nie bedzie | Jerzy Stefan Stawinski                         | Polonia    |
| Skoplje '63         | Veljko Bulajic                                 | Yugoslavia |
| The march           | James Blue                                     | EE. UU.    |

Experimental
| Título original | Director(es)     | País        |
| --------------- | ---------------- | ----------- |
| Thans a lot     | Howard S. Kaplan | EE. UU.     |
| Time is         | Don Levy         | Reino Unido |

Narrativa
| Título original                | Director(es)                 | País        |
| ------------------------------ | ---------------------------- | ----------- |
| TDaybreak Express              | D.A. Pennebaker              | EE. UU.     |
| Felice natale                  | Cecilia Mangini              | Italia      |
| Portrait of Queenie            | Michael Orrom                | EE. UU.     |
| Ritratto del padre             | Camillo Bazzoni              | Italia      |
| Some Sort Of Cage              | William Allyn, Peter Baldwin | EE. UU.     |
| The brig                       | Jonas Mekas, Adolfas Mekas   | EE. UU.     |
| The Six-Sided Triangle         | Christopher Miles            | Reino Unido |
| The soldier                    | Dick Colla                   | EE. UU.     |
| The World of Maurice Chevalier | Eugene S. Jones              | EE. UU.     |
| Véronique ou les jeunes filles | Carlos Vilardebó             | Francia     |

Animación
| Título original  | Director(es)              | País           |
| ---------------- | ------------------------- | -------------- |
| Alf, Bill & Fred | Bob Godfrey               | EE. UU.        |
| Rudá stopa       | Zdenek Miler              | Checoslovaquia |
| The hut          | John Hubley, Faith Hubley | EE. UU.        |

Teledocumental
| Título original                          | Director(es)                   | País    |
| ---------------------------------------- | ------------------------------ | ------- |
| Berlin - Kaiser to Khrushchev            | Marshall Flaum                 | EE. UU. |
| Caroline                                 | Georges Dufaux, Clément Perron | Francia |
| Crisis: Behind a Presidential Commitment | Robert Drew                    | EE. UU. |
| December 7th - The Day of Infamy         | Marshall Flaum                 | EE. UU. |
| Faces of November                        | Robert Drew                    | EE. UU. |
| Happy Mother's Day                       | Joyce Chopra, Richard Leacock  | EE. UU. |
| How to Succeed as a Gangster             | Jack Haley Jr.                 | EE. UU. |
| In Search of Kim Novak                   | Jack Haley Jr.                 | EE. UU. |
| L'enigma Oppenhemier                     | Leandro Castellani             | Italia  |

Fuera de concurso
| Título original          | Director(es) | País    |
| ------------------------ | ------------ | ------- |
| Monsieur Albert prophète | Jean Rouch   | Francia |
| Tempo Libero             | Tinto Brass  | Italia  |

### 16. Mostra Internacional de Cine para niños[6]
| Título original              | Director(es)              | País           |
| ---------------------------- | ------------------------- | -------------- |
| Globul de cristal            | Gheorghe Naghi            | RFA            |
| Táto, sezen stene            | Milan Vosmik              | Checoslovaquia |
| TOPTYZHKA                    | Fyodor Khitruk            | URSS           |
| Wanwan Chûshingura           | Daisaku Shirakawa         | España         |
| ABC - staveleg i Afrika      | Bent H. Barfod            | RFA            |
| Christmas Cracker            | Jeff Hale, Norman McLaren | Canadá         |
| Corrida                      | Lechosław Marszałek       | Polonia        |
| Der test                     | Peter Fleischmann         | RFA            |
| Ivana v útoku                | Josef Pinkava             | Checoslovaquia |
| Hailstones and Halibut Bones | John Wilson               | EE. UU.        |
| Mate doma lva?               | Pavel Hobl                | Checoslovaquia |
| Nova igracka                 | Dusan Makavejev           | Yugoslavia     |
| Plastuga                     | Jósef Arkusz              | Polonia        |
| The Edge of the Barrens      | Dalton Muir               | EE. UU.        |
| Game Reserve                 | John Bremer               | Reino Unido    |
| Storia di Cino               | Angelo D'Alessandro       | Italia         |

### 7ª Mostra Internazionale del Film sull'Arte
| Título original                              | Director(es)                  | País    |
| -------------------------------------------- | ----------------------------- | ------- |
| Bissière                                     | Guy Susuki                    | Francia |
| Michelangelo                                 | Luigi Moretti, Charles Conrad | Italia  |
| Gaudi                                        | Enzo D'Ambrosio               | Italia  |
| De werkelijkheid van Karel Appel             | Jan Vrijman                   | RFA     |
| Max Ernst - Entdeckungsfahrten ins Unbewußte | Carl Lamb, Peter Schamoni     | RFA     |

## Retrospectivas
En esta edición, se centró en un espacio dedicado al padre del cine Louis Lumière, otro llamado centrado en el cine escandinavo entre 1907 y 1954.

## Premios[8]
- León de Oro: El desierto rojo de  Michelangelo Antonioni
- Premio especial del jurado: 
  - El Evangelio según San Mateo de Pier Paolo Pasolini
  - Gamlet de Grigoriy Kozintsev
- Copa Volpi al mejor actor: Tom Courtenay por Rey y Patria
- Copa Volpi a la mejor actriz: Harriet Andersson por Amar
- Mejor ópera prima: La vie à l'envers de Alain Jessua
- Premio New Cinema : 
  - Mejor película: El desierto rojo de  Michelangelo Antonioni
  - Mejor actor: Innokentiy Smoktunovskiy por Gamlet
  - Mejor actriz: Abbey Lincoln por Nothing But a Man
- Premio San Jorge: Nothing But a Man de Michael Roemer
- Premio FIPRESCI: El desierto rojo de  Michelangelo Antonioni
- Premio OCIC: El Evangelio según San Mateo de Pier Paolo Pasolini
- Secciones paralelas: La pasajera de Andrzej Munk
- Gran Premio San Marco: 
  - L'enigma Oppenhemier de Leandro Castellani
  - Skopje '63 de Veljko Bulajic
- Premio de la ciudad de Venecia: Nothing But a Man de Michael Roemer